# Saint-Martins damlandslag i volleyboll
Saint-Martins damlandslag i volleyboll representerar Saint-Martin i volleyboll på damsidan. Laget har kvalspelat till VM, men utan att lyckas kvalificera sig för turneringen.

### Fotnoter
1. ↑  ”Calendar 2014 World Championship Qualification” (på engelska). North, Central America and Caribbean Volleyball Confederation. https://norceca.net/2012%20Events/2014/Calendar%202014%20World%20Championship%20Qualification.htm. Läst 11 april 2024.
2. ↑  ”Group-C - French St. Martin” (på engelska). North, Central America and Caribbean Volleyball Confederation. https://norceca.net/2016%20Events/2018%20FIVB%20WC/Tournaments/ECVA/Women/WWCQT-Group-C-FSM/Group-C%20-%20French%20St.%20Martin.htm. Läst 11 april 2024.